# Norikumi rassz

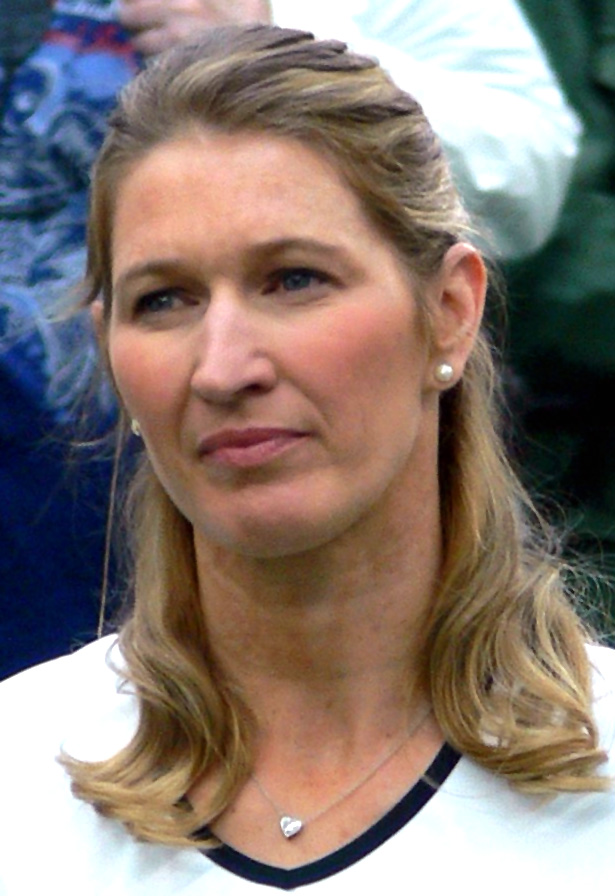
Steffi Graf

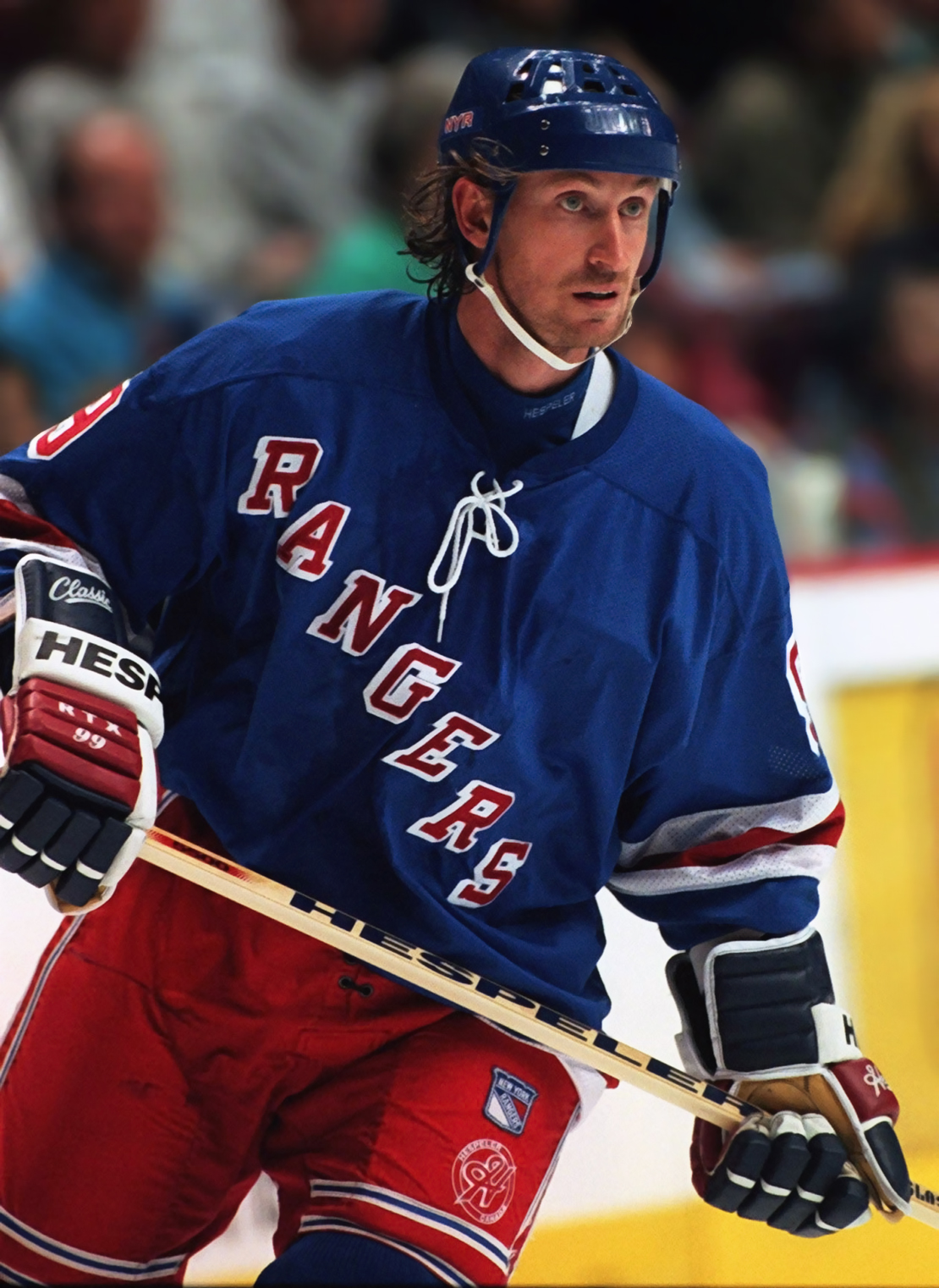
Wayne Gretzky

A norikumi rassz vagy szubadriai rassz a dinárinak egy világosabb változata, szőke dinárinak is hívják.

## Etimológia
Nevét a római Noricum provinciáról kapta, mely a mai Ausztria területén fekszik.

## Leírás
A pigmentációt leszámítva legtöbb jellemzőjében hagyományosan a dinárival egyezik meg - hosszú arc, nagy és konvex orr, nagy rövid fejűség, mérsékelten magas termet. Norikumi nem annyira jellemzőek kiemelten ezek a dinári jellegzetességek, az orra valamivel kisebb, a fejhossz valamivel rövidebb (82-85), valamint alacsonyabb.
A dinárihoz hasonlóan lapos nyakszirttel rendelkezik.
A norikumiak jellemzően szőkék, megközelítően úgy, mint a nordikus. A haj színe általában a középbarnától az aranyszőkéig terjed, a szemszín világos vagy vegyes, bár a barna szemek nem ritkák.

## Elterjedési terület
Főleg Ausztriában, Szlovákiában, Kelet-és Dél-Németországban, Szlovéniában, Dél-Lengyelországban és Csehországban található meg. Sok helyütt gyakori Közép-Európa területén.